# Гай Лициний Нерва (претор)
Гай Лици́ний Не́рва (лат. Gaius Licinius Nerva; умер после 167 года до н. э.) — римский политический деятель из плебейского рода Лициниев, претор 167 года до н. э.
Гай Лициний Нерва впервые упоминается в источниках в связи с событиями 168 года до н. э.: согласно Ливию, он прибыл вместе с Публием Децием Субулоном в Рим, чтобы сообщить сенату о победе над Иллирией. Однако тот же автор сообщает немного раньше, что это известие привёз Марк Перперна. Военачальник по имени Гай Лициний (когномен не упоминается в источнике) служил тогда же в Иллирии в качестве легата, а в 167 году до н. э. был комендантом крепостей Ризон и Ольциний. Гай Лициний Нерва стал одним из преторов 167 года до н. э. и по итогам жеребьёвки получил в управление провинцию Дальняя Испания. Наконец, Гай Лициний Нерва стал в том же году одним из послов к фракийцам.
У исследователей нет ясного понимания того, как оценивать все эти данные источников. Теоретически речь может идти об одном и том же человеке, но антиковед Фридрих Мюнцер считает это крайне маловероятным из-за географического фактора: Фракия и Дальняя Испания находились в разных концах Средиземноморья. Возможно, один из анналистов выдумал миссию Лициния и Деция, дав одному из легатов имя реального участника Иллирийской войны, причём последнего следует отличать от претора и наместника Дальней Испании. Гаев Лицинием должно было быть не меньше двух, причём остаётся неясным, носили ли оба когномен Нерва.